# 873 (szám)
A 873 (római számmal: DCCCLXXIII) egy természetes szám.

## A szám a matematikában
A tízes számrendszerbeli 873-as a kettes számrendszerben 1101101001, a nyolcas számrendszerben 1551, a tizenhatos számrendszerben 369 alakban írható fel.
A 873 páratlan szám, összetett szám, kanonikus alakban a 32 · 971 szorzattal, normálalakban a 8,73 · 102 szorzattal írható fel. Hat osztója van a természetes számok halmazán, ezek növekvő sorrendben: 1, 3, 9, 97, 291 és 873.
A 873 négyzete 762 129, köbe 665 338 617, négyzetgyöke 29,54657, köbgyöke 9,55736, reciproka 0,0011455. A 873 egység sugarú kör kerülete 5485,22077 egység, területe 2 394 298,867 területegység; a 873 egység sugarú gömb térfogata 2 786 963 881,8 térfogategység.